# دهه ۵۶۰ (میلادی)
دهه ۵۶۰ (میلادی) دهه پنجاه و ششم تقویم میلادی است.

## درگذشتگان
‎